# Richelle Mead
Richelle Mead  (Michigan, 1976. november 12. –) amerikai írónő.

## Élete
Mielőtt író vált volna Meadből, több pályán is megpróbálta elképzelni az életét. Elsőként a Michigani Egyetemen bölcsészként végzett, ezt követően a Nyugat-Michigani Egyetemen diplomázott összehasonlító vallástanból, végül pedig tanári diplomát szerzett a Washingtoni Egyetemen.Jelenleg férjével, kisfiával és négy macskájával él Seattle-ben.

## Szabadidős tevékenységei
Köztudott róla, hogy nagy szenvedéllyel tanulmányozza a különféle mitológiákat és népi hagyományokat.

## Regényei

### Vámpírakadémia-sorozat
- Vampire Academy (2007), Vámpírakadémia; ford. Farkas Veronika; Agave Könyvek, Bp., 2009 ISBN 978-963-9868-61-8
- Frostbite (2008), Dermesztő ölelés. Vámpírakadémia II.; ford. Farkas Veronika; Agave Könyvek, Bp., 2010 ISBN 978-963-9868-69-4
- Shadow Kiss (2008), A halál csókja. Vámpírakadémia III.; ford. Farkas Veronika; Agave Könyvek, Bp., 2010 ISBN 978-963-9868-85-4
- Blood Promise (2009), Véreskü. Vámpírakadémia IV.; ford. Farkas Veronika; Agave Könyvek, Bp., 2010 ISBN 978-963-9868-99-1
- Spirit Bound (2010), Örök kötelék. Vámpírakadémia V.; ford. Farkas Veronika; Agave Könyvek, Bp., 2011 ISBN 978-615-5049-17-0
- Last Sacrifice (2010), A végső áldozat. Vámpírakadémia VI.; ford. Farkas Veronika; Agave Könyvek, Bp., 2011 ISBN 978-615-5049-21-7

A magyarul is megjelent Vámpírakadémia-sorozat a Last Sacrifice című hatodik résszel ért véget 2010-ben az USA-ban.

### Bloodlines-sorozat
A Bloodlines-sorozat a Vámpírakadémia-sorozat spin-offja. Ugyanabban a világban játszódik a cselekmény, mint a Vámpírakadémia-kötetekben, a főszereplő azonban nem Rose, hanem mindig egy a Vámpírakadémia sorozat mellékszereplői közül. Az első rész Amerikában 2011 nyarának a végén jelent meg, és további öt epizód van kilátásban.
Az 1-3 részig Sydney Sage a főszereplő, és egyben narrátor, míg a 4. résztől Adrian Ivaskov és Sydney felváltva narrálják a történetet. A Bloodlines-sorozat akkor veszi kezdetét, mikor Jill Mastrano-t támadás éri, így Lissa úgy dönt, elrejti őt az emberek világában. Jill azonban nincs egyedül: többek között Eddie, Sydney és Adrian is vele tartanak, sőt, még Abe Mazur is feltűnik a színen. Innentől kezdve Sydney feladata lesz, hogy a kis közösséget megvédje, és egyben felfedje az Alkimisták rejtett titkait, miközben szembe kell néznie saját múltjával, és a vámpírok iránt érzett kezdeti viszolygásával.
- Bloodlines (2011) Vérvonalak. Vámpírakadémia; ford. Farkas Veronika; Agave Könyvek, Bp., 2011 ISBN 978-615-5049-54-5
- The Golden Lily (2012)
- The Indigo Spell (2013)
- The Fiery Heart (2013)
- Silver Shadows (2014)
- The Ruby Circle (2015 februárjában várható)

### Georgina Kincaid-sorozat
- A szukkubusz dala; ford. Török Krisztina; Agave Könyvek, Bp., 2012, ISBN 978-615-504-962-0
- A szukkubusz éjszakája; ford. Török Krisztina; Agave Könyvek, Bp., 2012, ISBN 978-615-504-998-9
- Succubus Dreams (2008)
- Succubus Heat (2009)
- Succubus Shadows (2010)
- Succubus Revealed (2011)

### Dark Swan-sorozat
- Storm Born (2008)
- Thorn Queen (2009)
- Iron Crowned (2011)
- Shadow Heir (2011)

### Egyéb
- Napfény; ford. Szabó Luca; in: Pokoli csók;[4] Gabo, Bp., 2012
- The glittering court. Ragyogó udvar; ford. Szabó Krisztina; Könyvmolyképző, Szeged, 2017 (Vörös pöttyös könyvek)